# مینگه
مینگه (به لاتین: Mingə) یک منطقه مسکونی در جمهوری آذربایجان است که در شهرستان اسماعیل‌لی واقع شده‌است.